# Xã Twin, Quận Preble, Ohio
Xã Twin (tiếng Anh: Twin Township) là một xã thuộc quận Preble, tiểu bang Ohio, Hoa Kỳ. Năm 2010, dân số của xã này là 2.790 người.